# Тасаул – Ісакча/Сіліштя
Тасаул – Ісакча/Сіліштя – газопровід на південному сході Румунії, по якому наразі транспортується газ офшорних родовищ.
З кінця 1980-х на розташований дещо північніше від Констанци береговий термінал по трубопроводу Лебада-Схід – Мідія почав надходити природний газ офшорного походження. Від терміналу він подається по перемичці до Тасаула, звідки може рухатись у двох напрямках:
- на південь до Констанци по трубопроводу діаметром 500 мм;
- на північ у район Ісакчі, де починаються газотранспортні коридори Ісакча – Шендрень – Бухарест та Ісакча – Шендрень – Онешті. Довжина трубопроводу Тасаул – Ісакча становить 104 км при діаметрі 600 мм.
Також в районі Міхай-Браву на захід відходить відгалуження діаметром 600 мм до компресорної станції Сіліштя, розташованої на початку коридора Шендрень – Бухарест (втім, вона ж може забезпечувати перекачування і у напрямку Шендрень – Онешті).
Можливо також відзначити, що в межах проекту розробки блоку Midia XV новий газопровід від родовищ Ана та Дойна збираються підключити до транзитної магістральної системи Ісакча – Негру-Воде.